# Cerkiew św. Dymitra w Kruklankach
Cerkiew pod wezwaniem św. Dymitra – prawosławna cerkiew parafialna w Kruklankach. Należy do dekanatu Olsztyn diecezji białostocko-gdańskiej Polskiego Autokefalicznego Kościoła Prawosławnego.
Cerkiew znajduje się przy ulicy 22 Lipca. 
Świątynia jest byłą kaplicą cmentarną pochodzącą z XIX w.  Od 1973 r. stanowi własność Kościoła Prawosławnego. Wewnątrz mieści się ikonostas, wykonany w 1976 r. przez miejscowych parafian. Nad wejściem (od szczytu budynku) znajduje się mała kopułka.